# برج تکامل
برج تکامل (روسی: Башня Эволюция) (انگلیسی: Evolution Tower) آسمان‌خراشی واقع در مرکز بین‌المللی کسب‌وکار مسکو در مسکو پایتخت روسیه است. این ساختمان اداری ۵۵ طبقه ۲۴۶ متر ارتفاع دارد و مساحت کلی آن ۱۶۹٬۰۰۰ متر مربع است.